# Kastell Oostvoorne
Kastell Oostvoorne ist der Name eines abgegangenen römischen Kastells am südlichen Ufer des Heliniums (römische Maasmündung) in unmittelbarer Nähe der niederländischen Nordseeküste in der Provinz Zuid-Holland.
Im heutigen Siedlungsbild befindet sich das ehemalige Militärlager und heutige Bodendenkmal auf dem Gebiet von Oostvoorne, einem Dorf in der Gemeinde Voorne aan Zee auf der Doppelinsel Voorne-Putten. In antiker Zeit befand sich das Kastell auf einem alten Dünenkamm, der aber im Laufe der Jahrhunderte durch die Gezeitenkräfte der Nordsee abgetragen wurde. Vor der Küste von Oostvoorne wurden 1752 bei Ebbe große Steinbrocken mit Mörtelresten (verscheidene sware stukken steen) und Fundamente von großen Steingebäuden (brokk van fondamenten) beobachtet. 1972 wurden an der Stelle des fehlenden Chors der reformierten Kirche in Oostvoorne zwei Tuffblöcke entdeckt. Diese sekundär verarbeiteten Tuffbrocken könnten aus dem nahe gelegenen Kastell stammen. Bezüglich der möglichen Besatzung des Kastells weist das Fundmaterial aus diesem Bereich eher auf eine teilberittene Auxiliartruppe als auf eine Einheit der Classis Germanica hin. Möglicherweise kann der Garnisonsort mit dem auf der Tabula Peutingeriana verzeichneten (H)elinio gleichgesetzt werden, sofern sich diese Ortsangabe nicht auf das Helinium bezieht.